# Saint-Illide
Saint-Illide là một xã ở tỉnh Cantal, thuộc vùng Auvergne-Rhône-Alpes ở miền trung nước Pháp.

## Dân số
| Năm | 1962 | 1968 | 1975 | 1982 | 1990 | 1999 |
| --- | ---- | ---- | ---- | ---- | ---- | ---- |
| Dân số | 893  | 959  | 802  | 717  | 701  | 668  |
| From the year 1968 on: No double counting—residents of multiple communes (e.g. students and military personnel) are counted only once. |      |      |      |      |      |      |

En 2006, plusieurs terrains sont à vendre et la venue de nouveaux habitants est encouragée. Saint-Illide est doté d'un bureau de poste et de commerces, bars et restaurants, ce qui le rend plutôt attractif dans la région.